# NGC 260
NGC 260 è una galassia a spirale situata nella costellazione di Andromeda.

## Descrizione
La galassia ha una classe di luminosità III-IV e presenta una larga riga a 21 cm dell'idrogeno neutro.

## Scoperta
NGC 260 è stata scoperta il 22 dicembre 1848 dal fisico irlandese George Johnstone Stoney.

## Gruppo di NGC 315
Secondo Abraham Mahtessian, NGC 260 fa parte del gruppo di NGC 315, un raggruppamento che comprende almeno una quarantina di galassie. Oltre a NGC 260, i principali membri del gruppo sono: NGC 226, NGC 243, NGC 252, NGC 262, NGC 266, NGC 311, NGC 315, NGC 338, IC 43, IC 66 e IC 69.